# SG Dresden-Friedrichstadt

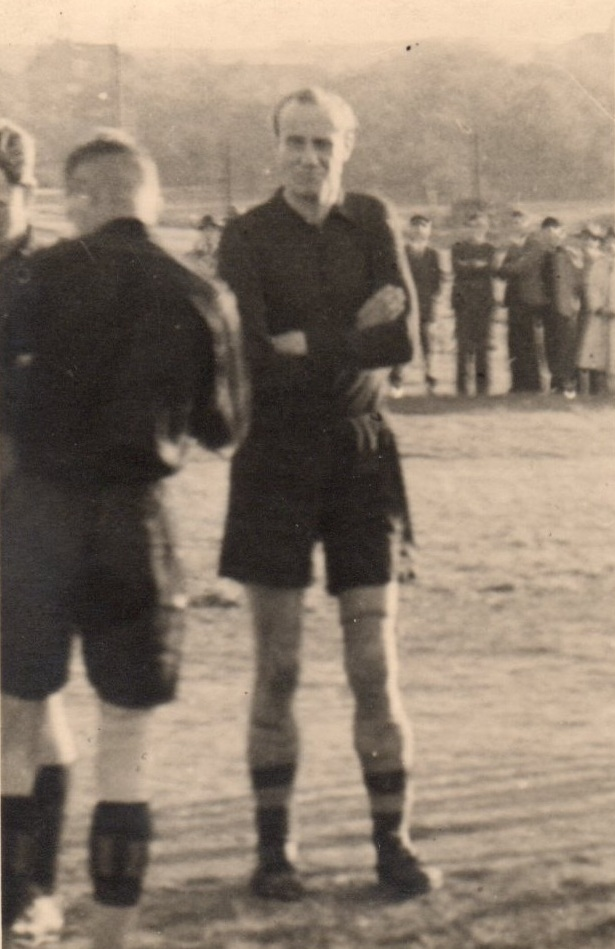
Helmut Schön für die SG Friedrichstadt, 1946

Die SG Friedrichstadt war ein Sportverein in Dresden-Friedrichstadt von 1945 bis 1950. Er setzte vor allem die Traditionen des bekannten Dresdner SC fort. Nach dem unter fragwürdigen Umständen verlorenen letzten Spiel um die DDR-Fußballmeisterschaft 1949/50 wurde das Stadion gesperrt und den Spielern mitgeteilt, dass sie nun der BSG VVB Tabak Dresden angegliedert würden. Viele Spieler entscheiden sich stattdessen für einen Umzug nach West-Berlin. Die SG Friedrichstadt wurde am 30. Juni 1950 formell aufgelöst. Der Trainer Helmut Schön wurde 1974 Weltmeister mit der westdeutschen Nationalmannschaft.

## Geschichte
Die SG Friedrichstadt wurde am 24. Juni 1945 gegründet. Sie bestand vor allem aus Sportlern und Funktionären des vorherigen Dresdner SC, der 1943 und 1944 Deutscher Fußballmeister geworden war. Auch dessen Logo und Vereinsfarben wurden übernommen. Es kamen aber auch Sportler aus dem traditionsreichen Allgemeinen Turnvereins zu Dresden, des Post SV Dresden sowie Arbeitersportler aus weiteren Vereinen dazu. Es wurde weiter im Stadion am Ostragehege gespielt.
1947 wurde ein Vorstand auf einer Mitgliederabstimmung mit 300 Teilnehmern (von denen etwa 250 vorher zum Dresdner SC gehört hatten) gewählt. Zum Vorstandsvorsitzenden wurde der ehemalige Arbeitersportler Max Corty gewählt. 1948 wurde eine Abteilung Gehörlose aus dem bisherigen ATV Gehörlose gebildet. 1949 schlossen sich die ehemaligen Mitglieder der Post SV der BSG Lokomotive Dresden an.
Am 21. Juni 1949 wurde das Stadion am Ostragehege in Heinz-Steyer-Stadion nach einem antifaschistischen Widerstandskämpfer umbenannt. Am 31. Dezember 1949 wurde dort erstmals ein Spiel mit einer Flutlichtanlage auf deutschem Boden ausgetragen, beim Abschiedsspiel der DSC-Legende Richard Hofmann mit einem 2:0-Erfolg gegen eine DDR-Auswahl vor 22.000 Zuschauern.
Nach dem verlorenen Fußballmeisterschaftsspiel im April 1950 verließen viele Fußballspieler die SG Friedrichstadt und zogen nach West-Berlin und schlossen sich Hertha BSC an. Die verbliebenen Sportler schlossen sich verschiedenen Vereinen an, einige weniger bekannte Fußballspieler der benachbarten SG Mickten (ab Mai zur BSG Sachsenverlag Dresden), wo aber keiner von ihnen eine besondere Bedeutung erlangte.
Am 30. Juni 1950 wurde die SG Friedrichstadt offiziell aufgelöst.

## Fußball

### Bezirks- und Landesmeisterschaften 1946/47 bis 1948/49
Die SG Friedrichstadt wurde 1946/47 und 1948/49 Dresdener Bezirksmeister, da zunächst nur in regionalen Ligen gespielt werden durfte. 1948 wurde sie außerdem Sächsischer Meisterschaftsdritter und 1949 Sächsischer Landesmeister. Bei der anschließenden Ostzonenmeisterschaft 1949 scheiterte sie in ihrem Auftaktspiel, dem Viertelfinale, an der ZSG Union Halle. Dieses Spiel wurde ungewöhnlicherweise in Halle ausgetragen, während die anderen Viertelfinalpaarungen in neutralen Orten stattfanden, und die Hallenser hatten sich regelwidrig kurz vor dem Spiel mit mehreren Spielern aus anderen Mannschaften verstärken können. Der Friedrichstädter Protest dagegen wurde abgelehnt.

### DS-Liga 1949/50

#### Übersicht
Dennoch war die SG Friedrichstadt für die DS-Liga, die erste Meisterschaft der Sowjetischen Besatzungszone 1949/50 qualifiziert. Sie dominierte die Saison (zusammen mit der ZSG Horch Zwickau). Dabei stellte sie mehrere Rekorde auf, die über mehrere Jahrzehnte Bestand hatten. Ihr Tore-Durchschnitt von 3,35 pro Spiel wurde in der Oberliga-Geschichte nur einmal überboten (1984/85 durch den BFC Dynamo). Er resultierte vor allem aus zwei Spielen, das 11:0 gegen die ZSG Anker Wismar am fünften Spieltag war außerdem der höchste Sieg in der Oberliga überhaupt und das 12:2 auswärts bei der SG Babelsberg am ersten Spieltag das torreichste Spiel überhaupt bis 1990. Der Zuschauerschnitt von 28.060 pro Spiel war der höchste in dieser Saison und mehr als das Doppelte des Durchschnitts der anderen Mannschaften.

#### Entscheidungsspiel
Dennoch wurde die SG Dresden-Friedrichstadt am 16. April 1950 nicht der erste Titelträger, sondern nur Vizemeister, als sie die Tabellenführung am letzten Spieltag mit einer 1:5-Heimniederlage vor 60.000 Zuschauern gegen den direkten Konkurrenten ZSG Horch Zwickau verlor.
Nach dem Spiel kam es zu schweren Zuschauerausschreitungen: Die Dresdner vermuteten eine Manipulation, um dem ungeliebten bürgerlichen Verein SG Dresden-Friedrichstadt zu schaden. Tatsächlich war das Spiel von einigen äußerst umstrittenen Entscheidungen des Schiedsrichters geprägt. Sportlich gesehen verlief das Spiel allerdings deutlich zugunsten der überlegenen Zwickauer, die sich dadurch den Titel in der Oberliga-Saison 1949/50 sicherten.
Der Schiedsrichter pfiff zu Gunsten der Zwickauer, da diese eine sozialistische Betriebssportgemeinschaft war. So kommentierte Manfred Ewald, damals Leiter der Abteilung Sport im Deutschen Sportausschuss, das Ergebnis folgendermaßen:

„Besonders aber begrüßen wir es, dass die Sportler der großen Betriebssportgemeinschaft eines volkseigenen Betriebes diesen Sieg errungen haben. […] Und darum werden die provokanten Ausschreitungen nach dem Spiel der Anlass dazu sein, nun erst recht die Arbeit in den Betriebssportgemeinschaften zu verstärken.“

Nach dem Spiel wurde das Heinz-Steyer-Stadion für sechs Monate als Fußballstadion gesperrt und den Spielern der SG Dresden-Friedrichstadt mitgeteilt, dass sie nun der BSG VVB Tabak Dresden angegliedert würden.

### Platzierungen
Meisterschaften
| Saison  | Spielklasse                    | Platz | Spiele | Tore   | Punkte | Bemerkungen                                               |
| ------- | ------------------------------ | ----- | ------ | ------ | ------ | --------------------------------------------------------- |
| 1946/47 | Bezirksliga Dresden, Staffel 2 | 1.    | 18     | 109:36 | 27:9   | Dresdner Bezirksmeister, Dresdner Stadtmeister            |
| 1947/48 | Stadtliga Dresden              | 2.    | 16     | 62:26  | 25:7   | Sächsischer Meisterschaftsdritter                         |
| 1948/49 | Bezirksliga Dresden, Staffel 1 | 1.    | 18     | 98:13  | 31:5   | Dresdner Bezirksmeister nach Entscheidungsspiel           |
| 1949    | Landesmeisterschaft Sachsen    | 1.    | 4      | 13:7   | 6:2    | zusätzlich zwei gewonnene Entscheidungsspiele             |
| 1949    | Ostzonenmeisterschaft          | 5./8. | 1      | 1:2    | 0:2    | Viertelfinale verloren gegen die ZSG Union Halle          |
| 1949/50 | DS-Liga                        | 2.    | 26     | 87:29  | 39:13  | letztes entscheidendes Spiel verloren gegen Horch Zwickau |

Pokal
- 1947/48 Stadtpokal Dresden, Sieger
- 1949/50 FDGB-Pokal, Viertelfinale (als BSG Sachsenverlag)

### Weitere Entwicklung
Die Folge war die formale Angliederung der SG Dresden-Friedrichstadt an den unterklassigen VVB Tabak Dresden (Landesklasse Sachsen) im Mai 1950.
Aus Protest gegen diese Entscheidung verließen nahezu alle noch verbliebenen Spieler den Verein nach West-Berlin, elf von ihnen schlossen sich Hertha BSC an, wo sie Verträge unterschrieben, auch Helmut Schön war als Spielertrainer dabei.
Den Friedrichstädter Oberligaplatz sollte zunächst die Tabak-Elf übernehmen, für die einige der bisherigen Spieler des Vizemeisters im Mai 1950 auch in zwei oder drei Freundschaftsspielen aufliefen. Den vakanten Platz übernahm letztendlich aber die SV Deutsche Volkspolizei Dresden – die Mannschaft, die noch am „Skandalspieltag“ im Vorspiel gegen Volkspolizei Plauen angetreten war.
In Berlin wurden die meisten Dresdner Spieler nicht dauerhaft heimisch. Acht von ihnen wanderten 1951 nach Heidelberg weiter und schlossen sich dem dortigen – eigens umbenannten – DSC Heidelberg an; die Buchstaben standen für Dresdner SC. Die Hoffnung, mit dieser Mannschaft als Vertragsspieler in der 2. Liga Süd antreten zu können, erfüllte sich nicht, doch wurde der Verein im Jahr darauf in die Amateurliga Nordbaden „befördert“, wobei er zwei Spielklassen übersprang.

## Weitere Sportarten

### Leichtathletik
Es gab auch eine Abteilung Leichtathletik. Die bekannteste Sportlerin war die Olympiazweite von 1936 im Speerwurf Luise Krüger (ehemals beim Dresdner SC), die 1948 und 1949 Ostzonenmeisterin im Speerwurf wurde.
Hans Beger wurde 1949 Zweiter über 800 Meter (er wurde später Sportjournalist und Verwaltungsdirektor der Freien Universität Berlin und lieferte Informationen an das MfS).

### Hockey
Ab 1946 gab es auch eine Hockeymannschaft, die vor allem aus Spielern des Dresdner SC bestand (1915 gegründet). Im Mai 1950 schlossen sich die 40 Aktiven der BSG Lokomotive Dresden (jetzt ESV Dresden) an.